# ミュオグラフィ
ミュオグラフィとはミュー粒子を使用するトモグラフィである。

## 概要
宇宙から降り注ぐ宇宙線の一種で透過力の強いミュー粒子の飛跡を元に透過した物体の密度分布を再構成する。これまで、火山のマグマ、溶鉱炉、ギザの大ピラミッド等のピラミッドの内部構造や福島第一原子力発電所の炉心の現状を調査するためにも使用された。ミュー粒子は垂直に入射するものよりも水平に入射するものの方が透過力が強い。飛跡の検出には写真乾板やワイヤーチェンバー等が使用される。写真乾板は比較的簡単な装置で構成され、電源が不要であるものの、現像、飛跡の座標測定に時間がかかる。ワイヤーチェンバーは装置が大掛かりで電源が供給される場所に設置が制限されるが、ミュー粒子の入射と同時に随時、結果が蓄積される。装置は2013年時点で500万円程度から最新鋭のもので8,000万円かかる。なお、名古屋大学にはミュー粒子の通過をベクトル形式で記録できる写真乾板があり、名古屋大学が開発した専用のコンピューターソフトを用いて高速で解析できる。